# Hylaeus oblitus
Hylaeus oblitus là một loài Hymenoptera trong họ Colletidae. Loài này được Warncke mô tả khoa học năm 1970.